# Station Gutowo Pomorskie
Station Gutowo Pomorskie is een spoorwegstation in de Poolse plaats Gutowo.